# Nouha Landoulsi
Nouha Landoulsi (sinh 5 tháng 5, 1998) là một vận động viên cử tạ nữ Tunisia, thi đấu ở hạng cân 53 kg và đại diện cho Tunisia tại các cuộc thi quốc tế.
Cô đã giành huy chương đồng tại Thế vận hội Trẻ mùa hè 2014. Cô là người đầu tiên tại Giải vô địch cử tạ châu Phi 2016.

## Kết quả chính
| Năm                | Địa điểm                             | Cân nặng           | Giật giật (kg)     | Giật giật (kg)     | Giật giật (kg)     | Giật giật (kg)     | Sạch & Jerk (kg)   | Sạch & Jerk (kg)   | Sạch & Jerk (kg)   | Sạch & Jerk (kg)   | Toàn bộ            | Cấp                |
| Năm                | Địa điểm                             | Cân nặng           | 1                  | 2                  | 3                  | Cấp                | 1                  | 2                  | 3                  | Cấp                | Toàn bộ            | Cấp                |
| Thế vận hội mùa hè | Thế vận hội mùa hè                   | Thế vận hội mùa hè | Thế vận hội mùa hè | Thế vận hội mùa hè | Thế vận hội mùa hè | Thế vận hội mùa hè | Thế vận hội mùa hè | Thế vận hội mùa hè | Thế vận hội mùa hè | Thế vận hội mùa hè | Thế vận hội mùa hè | Thế vận hội mùa hè |
| ------------------ | ------------------------------------ | ------------------ | ------------------ | ------------------ | ------------------ | ------------------ | ------------------ | ------------------ | ------------------ | ------------------ | ------------------ | ------------------ |
| 2014               | liên_kết=\|viền Nam Kinh, Trung Quốc | 53 kg              | 75                 | 78                 | 79                 | ---                | 96                 | 96                 | 99                 | ---                | 175                | liên_kết=          |